# 性俚語
性俚語是人类性行为時說的一些曖昧語和髒話的总称，在各個地區都有一定的普遍性。性俚語的作用是增進性刺激，營造出放蕩不羈的感覺。不過有時候性俚語亦是用來罵人的話。

## 衍生語源
一些來自軍事術語衍生的俚語：
- 打炮：若用作性俚語，可能指非戀愛或婚姻關係“炮友”之間的性關係，指發洩性欲性質的性刺激（性行為）。
- 野戰：原指戰場的類型。若用作性俚語可能指露天性爱（如汽车性爱）。
- 打飞机：指自慰。

也有些俚語是來自棒球術語，例如用一壘、二壘和三壘描述不同程度的性接觸，以本壘表示性行為。